# Текстильщик (Королёв)
Текстильщик — бывший посёлок городского типа, ныне микрорайон города Королёв Московской области, Россия.

## География
Расположен на берегу реки Клязьма в 2 км к востоку от железнодорожной платформы Тарасовская и в 2 км к западу от платформы Фабрика 1 мая.

### Список улиц
| Название        | Тип      | Длина, м | Дома | Район       |
| --------------- | -------- | -------- | --- | ----------- |
| Дачный 1-й      | переулок | 93       | 1, 2, 3, 4, 5/8, 6/10 | 45 квартал  |
| Дачный 2-й      | переулок | 150      | 1, 3, 5/12 | 45 квартал  |
| Дачный 3-й      | переулок | 467      | 1, 2, 3, 4/16, 4а, 5/14, 6, 8, 10, 12, 12а, 14а | 45 квартал  |
| Лесной 1-й      | переулок | 244      | 1/9, 3, 5, 5а, 7, 9 | Любимовка   |
| Лесной 2-й      | переулок | 240      | 1/11, 2/13, 3, 4, 5, 6, 7, 8 | Любимовка   |
| Лесной 3-й      | переулок | 128      | 1/17, 2/19, 3, 4а, 4, 5, 6, 7, 8, 10, 12 | Любимовка   |
| Болшевское      | шоссе    | 1714     | 1, 1а, 3, 3 кор.3, 3 стр.1, 3а, 3б, 3в, 5, 7, 13а, 17а, 19а, 29а, 31а, 31б, 31в, 35а, 39а, 39б, 41а, 9а, 9б, 9, 11, 13, 15, 17, 19, 21, 23, 25, 27, 29, 31, 33, 35, 39, 41 | 45 квартал  |
| Котовского      | проезд   | 227      | 1а, 2, 3, 4, 6 | 43 квартал  |
| Чапаева         | проезд   | 229      | 1/3, 4, 6, 11/5, 2/7, 3/4, 8/6 | 43 квартал  |
| Чапаева         | тупик    | 61       | 1/9, 3 | 43 квартал  |
| 1-я             | просека  | 137      | 1/20, 2/18, 3, 4, 6, 8 |             |
| 2-я             | просека  | 205      | 1/3, 2/5, 3, 4, 5, 6, 7, 8, 10 |             |
| Садовая 1-я     | улица    | 387      | 1, 2, 3, 4, 5, 6, 7, 8, 9, 10, 11/6, 12, 13/5, 14/8, 15а, 15, 16/7, 17, 18, 19/6, 20, 22 |             |
| Садовая 2-я     | улица    | 112      | 1, 2/11, 3, 4, 5 |             |
| Ватутина        | улица    | 176      | 1/18, 1/2, 1а, 2/4, 3а, 3, 4, 4а, 5а, 5, 6, 7 |             |
| Военная         | улица    | 886      | |             |
| Гражданская     | улица    | 521      | 1/21, 2/20, 3, 3а, 4/3, 5/11, 6/8, 7, 8, 9, 10, 11, 12, 13, 14, 15, 16, 17, 18, 19, 20, 21, 23, 25, 27, 29, 31, 35, 37 | 43 квартал  |
| Дачная          | улица    | 224      | 1, 2, 3, 4, 5, 6, 7, 8/5, 9, 10/6, 11, 12/5, 14/5, 16/4 | 45 квартал  |
| Заречная        | улица    | 85       | 1, 2, 2а, 3, 4а |             |
| Калинина        | улица    | 249      | 1/2, 4, 6, 8, 10, 12/2, 48а, 48б | п. Калинина |
| Калининградская | улица    | 1600     | 1, 3, 5, 6, 7, 8, 9, 10/2, 11, 12/1, 13, 14, 15, 16, 17, 18, 19, 20, 20а, 21а, 21, 22/2, 23, 23а, 24/1, 25/26, 26а, 26б, 26, 27в, 27, 28 кор.1, 28 кор.2, 28, 28 кор.3, 28 кор.4, 28 кор.5, 28 кор.6, 28а, 28а кор.1, 30а, 30а кор.2, 30а кор.3, 30а кор.4, 30а стр.1, 3а, 8а, 30, 30б |             |
| Колхозная       | улица    | 121      | 1/33, 2/35, 3, 4, 5/34, 6, 8/36 |             |
| Комсомольская   | улица    | 289      | 1/12, 2/10, 3, 4, 10а, 11/2, 16а, 5/13, 6/11, 7/16, 8/14, 9, 10, 12, 13, 14, 15, 16 |             |
| Котовского      | улица    | 274      | 1/5, 1, 2/6, 3, 4, 5, 5а, 6, 7/8, 8 | 43 квартал  |
| Кутузова        | улица    | 283      | 1, 2а, 2, 2б, 3, 3а, 4, 4а, 5/1, 5а, 6/2, 6а, 6б, 6в, 7, 17, 18, 19 | 43 квартал  |
| Лесная          | улица    | 1286     | 9/1, 11/1, 13/2, 17/1, 19/2 | Любимовка   |
| Мира            | улица    | 177      | 1, 2, 3, 4, 5, 6, 7, 8, 9, 10 |             |
| Мичурина        | улица    | 737      | 1, 1а, 1б, 1в, 1г, 2/23, 2а, 3, 4, 5, 6а, 6, 7, 8, 9, 10, 11, 12, 13, 14, 15, 16, 17, 18, 19а, 19, 20, 21, 22, 23, 24, 25, 26, 27, 28, 29, 30, 31, 32, 33, 34, 35, 36а, 36, 37, 38, 39, 40, 41, 42, 43, 44, 45, 46, 47, 48, 48а, 49 | 43 квартал  |
| Молодёжная      | улица    | 646      | 1, 2, 3, 4, 5а, 5, 6, 7, 8 |             |
| Набережная      | улица    | 209      | 2/12, 2а, 18, 20 | п. Калинина |
| Невского        | улица    | 304      | 1/17, 2/16, 3, 4, 5, 5а, 6, 7, 8, 9, 11, 12, 13, 14, 15, 16а, 16, 18/12, 26 | 43 квартал  |
| Новая           | улица    | 290      | 1, 2, 3, 4, 5, 6, 7, 8 |             |
| Октябрьская     | улица    | 223      | 1/12, 2/10, 3, 4, 5, 6/2, 7, 8/1, 9, 10, 12 |             |
| Первомайская    | улица    | 145      | 1/3, 2/5, 3, 4, 5, 6, 7, 8, 10/2, 12/1, 14, 16, 18/2, 20/1, 22, 24, 26, 28 |             |
| Победы          | улица    | 952      | 1, 1а, 2, 2а, 3, 4, 5, 6, 7, 8, 9, 11, 13/2, 14/1, 16/2, 17/1, 18/2, 19, 20/2, 21/1, 22, 22а, 23/2, 30 стр.11, 30 стр.13, 30 стр.14, 30 стр.15, 30 стр.17, 30 стр.18, 30 стр.19, 30 стр.2, 30 стр.20, 30 стр.21, 30 стр.23, 30 стр.24, 30 стр.26, 30 стр.27, 30 стр.3, 30 стр.4, 30 стр.5, 30 стр.6, 30 стр.7, 30 стр.9, 32а, 32б, 32в, 32г, 32д, 32е, 32ж, 32з, 32и, 32к, 32н, 32п, 32р, 32т, 3а, 4а, 9а, 32 | 43 квартал  |
| Полевая         | улица    | 738      | 1/16, 1а, 2, 3, 4, 5, 6, 7, 8, 9, 10, 11, 12, 13, 14а, 14, 15, 16, 17/20, 18, 19/17, 20/22, 21, 22/19, 23, 24, 25, 26, 27, 28, 29, 30, 31, 32, 33а, 33, 33/1, 34, 35/2, 36, 38, 40, 42, 44, 46, 48, 50, 52, 54 |             |
| Северная        | улица    | 766      | 3, 4, 8, 9, 10, 11, 12а, 12, 13а, 13, 13а кор.1, 13а кор.2, 13б, 14, 14 стр.1, 14 стр.2, 14 стр.3, 14а, 14а кор.1, 14а кор.2, 15а, 15, 15б, 15б стр.1, 2а, 4а, 4а стр.1, 16, 17, 18, 19, 20, 20а, 21, 22, 23, 24, 24а, 25, 26, 26а | 45 квартал  |
| Советская       | улица    | 1157     | 5, 6, 7, 8, 9, 11а, 1а, 26а, 28а, 3/4, 6 стр.1, 9а, 9а стр.1, 10, 11, 12, 14, 16, 19, 20, 22, 24, 26, 28, 30, 32, 34 |             |
| Сосновая        | улица    | 436      | 1/8, 11/18, 12/9, 14/16, 17/19, 19/22, 2/6, 20/17, 22/20, 26/25, 3/1, 4, 5/2, 6, 7, 8, 9/11, 10, 13, 15, 16, 18, 24 |             |
| Суворова        | улица    | 458      | 2/1, 4/2, 6, 7, 8, 10, 12а, 12, 14, 16, 18/1, 20, 22 |             |
| Тарасовская     | улица    | 2354     | 1, 1а, 2, 3, 3а, 5а, 6, 7/2, 8, 9, 10, 10а, 11, 13, 14, 15, 15а, 16/1, 17, 17а, 18/2, 18а/2, 18б/2, 19, 25, 27, 29, 31 |             |
| Ушакова         | улица    | 324      | 1/14, 2/13, 3, 4, 6, 7, 8/7, 9, 11, 12, 13, 15, 18а, 18, 20/25 | 43 квартал  |
| Фабричная       | улица    | 290      | 1, 3, 10а, 2/7, 4/3, 7/2, 10, 11 |             |
| Центральная     | улица    | 549      | 1, 11/9, 16/14, 18/11, 1а, 2/18, 2/18а, 2/18б, 3/1, 4, 5/2, 6, 7, 8, 9/12, 10, 12, 13, 14, 15, 17, 19, 20, 21, 22, 23, 24, 26, 28, 30, 32, 34/5, 36/8 |             |
| Чапаева         | улица    | 234      | 2/18, 3/1, 5, 6, 7/2, 9/1, 10, 11, 12, 13, 14, 15, 25/20 | 43 квартал  |
| Южная           | улица    | 463      | 1/24, 2/22, 3, 3а, 4, 5, 6/19, 7а, 7, 9, 11 |             |

## История
В конце XVI века сельцом Куракино владел князь Фёдор Васильевич Щербатов, в 1680 году перешло к его вдове — Прасковье Петровне Щербатовой (урождённой Сабуровой).
Посёлок вырос из села Куракино, в котором уже в середине XIX века работали две шерстоткацкие фабрики. В 1875 году рядом с ними была открыта шёлкоткацкая и шёлкокрутильная фабрика Сапожниковых.
В 1928 году посёлок при фабрике, получившей название «Передовая текстильщица», был отнесён к категории посёлков городского типа с присвоением названия Текстильщик. Первоначально входил в Мытищинский район.
В 1963 году посёлок был административно подчинён городу Калининграду (ныне — Королёв), а в 2003 включён в его черту.

## Население
| 1926 | 1939 | 1959 | 1970 | 1979 | 1989 | 2002 |
| ---- | ---- | ---- | ---- | ---- | ---- | ---- |
| 1000 | 2900 | 2821 | 3774 | 5661 | 8159 | 7492 |

## Транспорт

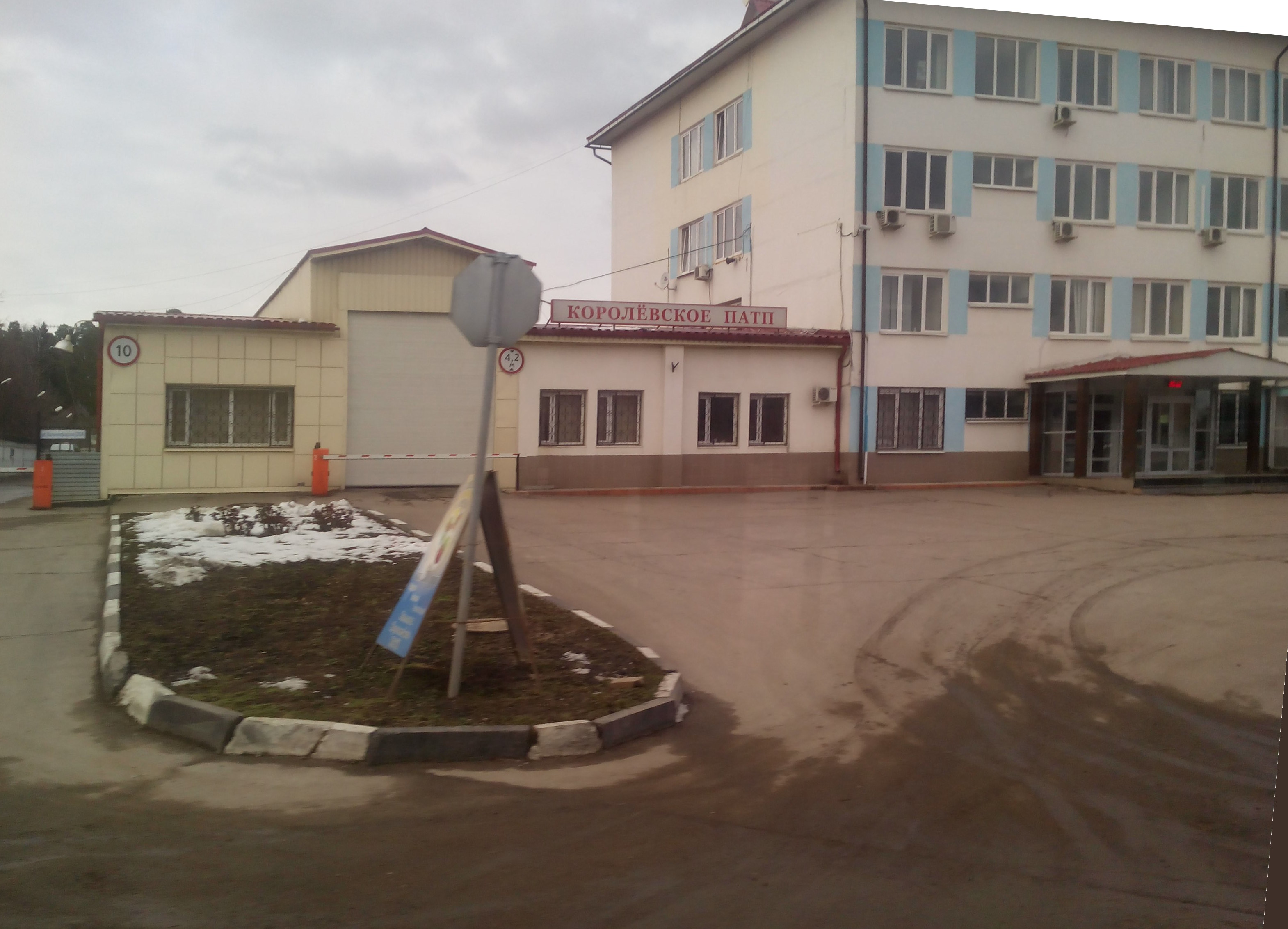
Королёвское ПАТП на Калининградской улице

Автобусные и микроавтобусные маршруты
- 12 (ст. Подлипки — Лесная школа — ст. Болшево)[7].
- 13 (ст. Подлипки — Лесная школа — ст. ́Болшево — ст. Подлипки)
- 15 (ст. Подлипки — Городок 3 — ст. Болшево)[8].
- 15 (ст. Подлипки — Городок 3)
- 16 (ст. Подлипки — Лесная школа)[9].
- 19 Юбилейный (м/р № 1) — Юбилейный (м/р № 2)
- 32 (ст. Подлипки — Мытищи (МГУЛ))
- 45 (ст. Подлипки — ст. Пушкино)
- 499 (ст. Болшево — Городок 3 — Москва (м. ВДНХ))
- 551 (Лесные Поляны (мкр. Полянка) — Лесная школа — Москва (м. ВДНХ))